# Maryse Condé

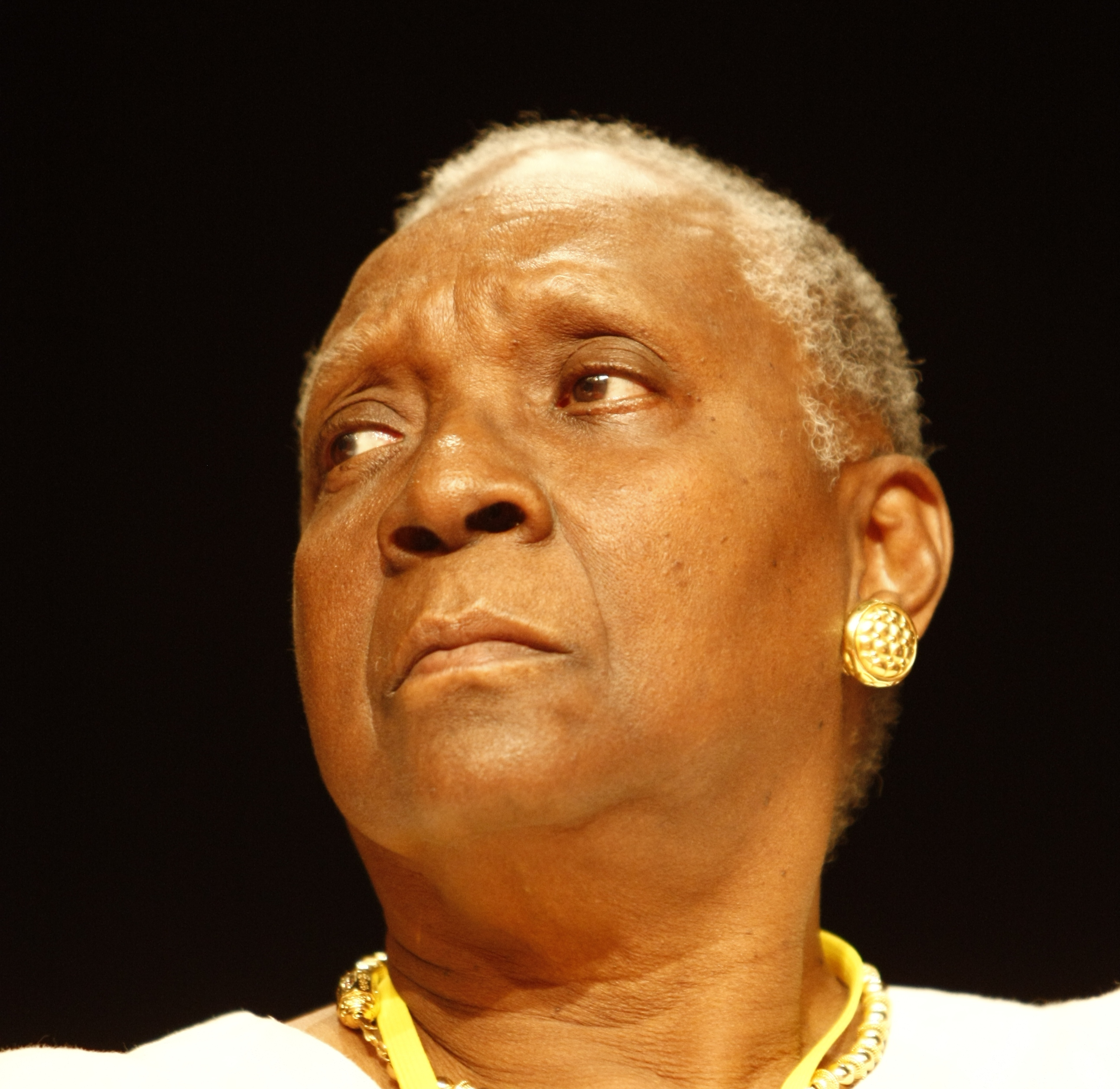
Maryse Condé (2008)

Maryse Liliane Appoline Condé (* 11. Februar 1934 in Pointe-à-Pitre, Guadeloupe als Maryse Liliane Appoline Boucolon; † 2. April 2024 in Apt, Vaucluse) war eine französische Schriftstellerin. Sie erreichte mit ihrem Werk Ségou (1984/1985) weltweite Anerkennung.

## Leben
Maryse Condé wurde als jüngstes von acht Kindern auf der Karibikinsel Guadeloupe geboren, wo sie auch ihre Kindheit verbrachte. Nach eigener Aussage wuchs sie in einer sozialen Aufsteigerfamilie, im Milieu eines „aufkeimenden schwarzen Bürgertums“ auf. Ihr Vater Auguste Boucolon war Mitbegründer einer örtlichen Sparkasse, ihre Mutter Jeanne Quidal eine der ersten schwarzen Lehrerinnen der Insel. Die Familie reiste alle paar Jahre nach Frankreich. Maryse wurde „rein französisch“ erzogen und war schon während ihrer Schulzeit eine leidenschaftliche Leserin; als Zehnjährige verschlang sie Emily Brontës Sturmhöhe, und mit 12 Jahren hatte sie das Gesamtwerk von Victor Hugo gelesen und war entschlossen, selbst Schriftstellerin zu werden.
1953 ging sie zur weiteren Ausbildung nach Paris, absolvierte dort am Lycée Fénelon die zweijährige Classe préparatoire littéraire zur Vorbereitung auf die Concours der Grandes Écoles, nahm dann aber ein Studium an der Sorbonne auf. Im Alter von 19 Jahren brachte sie einen Sohn aus einer Beziehung mit einem haitianischen Journalisten zur Welt.
Im Jahr 1958 heiratete sie den guineischen Schauspieler Mamadou Condé. In Mali wurde sie zu ihrem Bestseller Segu – Die Mauern aus Lehm (1984) inspiriert.
Von 1960 bis 1964 arbeitete Condé an verschiedenen Schulen und Sprachinstituten in Conakry, Guinea; danach wechselte sie nach Accra, Ghana und Saint-Louis, Senegal.
Sie kehrte im Jahr 1973 nach Frankreich zurück und schloss 1975 ihr Studium der Vergleichenden Literaturwissenschaft an der Sorbonne als docteur des lettres mit einer Arbeit über Stereotype von Schwarzen in der westindischen Literatur (Stéréotypes du noir dans la littérature antillaise) ab.
Condé begann erst im Alter von 42 Jahren, auch dank ihres neuen Lebensgefährten Richard Philcox, der ihr Übersetzer wurde, mit dem Schreiben.
Nach Lehrtätigkeiten 1980 bis 1985 an der Sorbonne und verschiedenen anderen Universitäten unterrichtete sie bis 2004 frankophone afrikanische Literatur an der Columbia University in New York. Mit ihrem zweiten Mann, dem Übersetzer Richard Philcox, lebte sie abwechselnd in New York City und auf Guadeloupe.
In ihren letzten Jahren kehrte Condé nach Frankreich zurück, um sich einer Behandlung ihrer neurologischen Erkrankung zu unterziehen, die sie schließlich erblinden ließ. Sie lebte in Gordes, einem kleinen provenzalischen Dorf im südfranzösischen Département Vaucluse, und hatte sich in den 1980er-Jahren mit ihrem Mann dort niedergelassen. Sie litt zuletzt an einer erblichen neurodegenerativen Krankheit. Dort diktierte sie einer Freundin ihr letztes Buch, L’Évangile du nouveau monde, ihre Neufassung des Neuen Testaments. Sie starb 2024 im Alter von 90 Jahren in einem Krankenhaus im südfranzösischen Apt. Sie hinterlässt drei Töchter aus ihrer ersten Ehe, Sylvie, Aïcha und Leïla Condé, sowie fünf Enkelkinder und drei Urenkel.

## Werk
Maryse Condé machte sich als „Grande Dame der frankofonen Literatur“ einen Namen. Sie schrieb neben ihren Romanen auch Theaterstücke und Sachbücher. Ihr Werk charakterisiert sich durch die Entlarvung von Mythen und die zugleich sinnliche wie auch brutale Darstellung von Schicksalsschlägen, einschließlich derer in ihrem eigenen Leben, das von Unsicherheiten geprägt war. Sie war für ihre literarischen Erkundungen von Rasse, Geschlecht und Kolonialismus bekannt und wurde häufig als Anwärterin für den Nobelpreis für Literatur gehandelt.
Zu ihren bedeutendsten Werken gehören Hérémakhonon (1976), Segu (1984/1985), Windward Heights und I, Tituba, Black Witch of Salem (1986).
Sie veröffentlichte ihren ersten Roman Hérémakhonon im Alter von 42 Jahren, der die Geschichte einer Frau aus der Karibik erzählt, die ihre Identität in Afrika sucht, aber enttäuscht wird. Der Roman löste eine Kontroverse aus und führte zur Anordnung der Vernichtung der Kopien in drei westafrikanischen Ländern, da er die Mängel des afrikanischen Sozialismus thematisierte.
Ihre Erlebnisse in Westafrika bildeten die Grundlage für ihren wohl berühmtesten historischen Roman Segu – Die Mauern aus Lehm, der ihr 2018 den Alternativen Nobelpreis für Literatur einbrachte. Der Roman spielt in der Stadt Segu in Mali, und behandelt die Zeit bis zur islamischen Eroberung 1861, als Segu das Zentrum des Bambara-Königreichs war. Die Geschichte zeichnet ein Bild der historischen Umwälzungen, Freundschaften und Feindseligkeiten sowie der Dominanz männlicher Machtstrukturen und der fortwährenden, erfolglosen Suche nach Frieden und einem Ort der Sehnsucht – sei es Afrika für die in der Karibik gestrandeten Sklaven oder Jamaika für die Afrikaner.
In ihrer 2020 veröffentlichten Autobiografie Das ungeschminkte Leben thematisiert Condé ihre eigenen Kämpfe mit Orientierungslosigkeit, problematischen Beziehungen zu Männern und dem Schuldbewusstsein gegenüber ihren Kindern, denen sie ein Leben voller Unbeständigkeit zumutete.
Obwohl sie sich selbst nicht als politisch engagierte Schriftstellerin sah und zur Ordnung ihrer Gedanken schrieb und um die Welt sowie sich selbst zu verstehen, hatte sie doch bedeutenden Einfluss: Als erste Vorsitzende des Komitees zur Erinnerung an die Sklaverei trug sie maßgeblich zur Etablierung des 10. Mai als Gedenktag der Sklaverei seit 2006 bei. Sie kritisierte afrikanische Unabhängigkeitsführer wegen Korruption und leeren Versprechungen und lehnte Bewegungen wie Négritude und Panafrikanismus ab, die sie als eine Reproduzierung rassistischer Ideologien ansah.

## Auszeichnungen
Für Segu – Die Mauern aus Lehm erhielt sie 1988 den LiBeraturpreis.
Im Jahr 1993 erhielt sie als erste Frau für ihr Gesamtwerk den Puterbaugh-Preis.
Sie wurde 2004 Ritterin der französischen Ehrenlegion.
Condé war zweimal für den International Booker Prize nominiert: einmal im Jahr 2015 für ihr Gesamtwerk und dann erneut 2023 für ihren letzten Roman The Gospel According to the New World.
Condé wurde am 12. Oktober 2018 als Gewinnerin des „Alternativen Literaturpreises der Neuen Akademie“ bekanntgegeben. Dieser Preis wurde am 9. Dezember von schwedischen Kulturschaffenden als Reaktion auf die Krise in der Schwedischen Akademie und die daraus resultierende Nicht-Vergabe des Nobelpreises für Literatur im Jahr 2018 einmalig vergeben. Die Jury lobte die Art und Weise, wie sie „die Verwüstungen des Kolonialismus und des postkolonialen Chaos in einer Sprache beschreibt, die sowohl präzise als auch überwältigend ist“.
Ihre Autobiografie Das ungeschminkte Leben gelangte 2020 auf die Weltempfänger litprom-Bestenliste.
Für 2021 wurde Condé der Prix mondial Cino Del Duca zugesprochen.
Sie wurde in die Anthologie Daughters of Africa aufgenommen, die 1992 von Margaret Busby in London und New York herausgegeben wurde.

## Werke
Romane
- Heremakhonon. 10/18, Paris 1976, neuer Titel: En Attendant le bonheur (Heremakhonon). Seghers, Paris 1988
- Une saison à Rihata. Laffont, Paris 1981
- Ségou: Les murailles de terre. Laffont, Paris 1984
  - Übers. Uli Wittmann: Segu. Mauern aus Lehm. Kiepenheuer & Witsch, Köln 1988; wieder Union, Zürich 2012
- Ségou: La terre en miettes. Laffont, Paris 1985
  - Übers. Uli Wittmann: Wie Spreu im Wind. Fischer, Frankfurt 2004; wieder Union, Zürich 2013
- Moi, Tituba sorcière… 1986.
  - Übers. Ingeborg Ebel: Ich, Tituba, die schwarze Hexe von Salem. Droemer-Knaur, München 1988, ISBN 3-426-08074-5
- La vie scélérate. Seghers, Paris 1987
  - Übers. Volker Rauch: Das verfluchte Leben. Hammer, Wuppertal 1995
- Traversée de la mangrove. Mercure, Paris 1989
  - Übers. Ingeborg Ebel, Traudl Weiser: Unter den Mangroven. Droemer-Knaur, München 1991, ISBN 3-426-03123-X
- Les Derniers Rois Mages. Mercure, Paris 1992
- La colonie du nouveau monde. Laffont, Paris 1993
  - Übers. Uli Wittmann: Kinder der Sonne. München 1996
- La migration des cœurs. 1995
  - Übers. Klaus Laabs: Sturminsel. Hoffmann und Campe, Hamburg 1997
- Pays mêlé. Erzählungen. Ed. Robert Laffont, Paris 1997
  - Auszug, Übers. Regina Keil: Drei Frauen in Manhattan. In: Mohnblumen auf schwarzem Filz. Autorinnen aus vier Kontinenten. Union, Zürich 1998, ISBN 3-293-20108-3
- Desirada. Robert Laffont, Paris 1997
  - Übers. Claudia Kalscheuer: Insel der Vergangenheit. Droemer, München 2001
- Cèlanire cou-coupé. Laffont, Paris 2000
- La Belle Créole. Mercure, Paris 2001
- Histoire de la femme cannibale. Mercure, Paris 2003
- Uliss et les Chiens. 2006
- Les belles ténébreuses. Mercure, Paris 2008
- En attendant la montée des eaux. Lattès, Paris 2010
- Mets et merveilles, JC Lattès, Paris 2015
- Le fabuleux et triste destin d’Ivan et Ivana, JC Lattès, Paris 2017
- L’Évangile du Nouveau Monde, Buchet Chastel, Paris 2021
  - Übers. Bettina Bach: Das Evangelium der neuen Welt. 2023

Erzählungen
- Übers. Frauke Rother: Tod auf Guadeloupe. Neues Leben, Berlin 1989 (Das Neue Abenteuer, 515).
- Le Coeur à rire et à pleurer, contes vrais de mon enfance. Laffont, Paris 1999.
  - Übers. Ingeborg Schmutte: Mein Lachen und Weinen. Wahre Geschichten aus meiner Kindheit. Litradukt, Trier 2020, ISBN 978-3-940435-35-4.
- Victoire, les saveurs et les mots. Mercure, Paris 2006.
  - Übers. Peter Trier: Victoire. Ein Frauenleben im kolonialen Guadeloupe. Litradukt, Kehl 2011, ISBN 978-3-940435-08-8.

Biografie
- La vie sans fards. Lattès, Paris 2012
  - Das ungeschminkte Leben. Autobiographie. 304 S., aus dem Französischen von Beate Thill, Luchterhand Verlag, München 2020.[15]

Kinderliteratur
- Haïti chérie. Bayard, Paris 1991; neuer Titel Rêves amers. Bayard Jeunesse, Paris 2001
- Hugo le terrible. Sépia, Paris 1991
  - deutsch: Hugo der Schreckliche. Berlin 1997
- La Planète Orbis. Jasor, Pointe-au-Pitre 2002
- Savannah blues. In: Je Bouquine. #250, November 2004
- Chiens fous dans la brousse. In: Je Bouquine. 2006
- À la Courbe du Joliba. Grasset-Jeunesse, Paris 2006
- Conte cruel. Mémoire d’encrier, Montréal 2009

Theater
- Dieu nous l’a donné. Pierre Jean Oswald, 1972
- ort d’Oluwémi d’Ajumako. Pierre Jean Oswald, Paris 1973
- Le Morne de Massabielle. Théâtre des Hauts de Seine, Puteaux 1974
- Pension les Alizés. Mercure, Paris 1988
- An Tan Revolisyon. Conseil Régional, Guadeloupe 1989
- Comédie d’amour., inszen.: Théâtre Fontaine, Paris, Juli 1993; New York, November 1993
- Comme deux frères. Lansman, Paris 2007
  - deutsch: Wie zwei Brüder. inszen. in Guadeloupe, Martinique, Frankreich, USA
- La Faute à la vie. Lansman, Paris 2009
- An tan révolisyon – elle court, elle court la liberté (2015)

Essays (Auswahl)
- Pourquoi la Négritude? Négritude ou Révolution. In: Jeanne-Lydie Goré: Négritude africaine, négritude caraïbe. Éditions de la Francité, 1973, S. 150–154.
- Négritude Césairienne, Négritude Senghorienne. In: Revue de Littérature Comparée. 3.4 (1974), S. 409–419.
- La Civilisation du bossale; Réflexions sur la littérature orale de la Guadeloupe et de la Martinique. Harmattan, Paris 1978/2000.
- Profil d’une oeuvre: Cahier d’un retour au pays natal. Hatier, Paris 1978.
- Propos sur l’identité culturelle. In: Guy Michaud (Hrsg.): Négritude: Traditions et développement. P.U.F., Paris 1978, S. 77–84.
- La parole des femmes: Essai sur des romancières des Antilles de langue française. l’Harmattan, Paris 1979.
- Notes sur un retour au pays natal. In: Conjonction. 176 (supplément 1987), S. 7–23.
- Noir, C’est Noir (Vorwort). In: Regards Noirs. Harmattan, Paris 1996.
- Nèg pas bon. In: Mythili Kaul (Hrsg.) Othello: New Essays by Black Writers. Howard University Press, Washington, D.C. 1997.
- Créolité without Creole Language. In: Caribbean Creolization. University Press of Florida, Gainesville 1998.
- Unheard Voice: Suzanne Césaire and the Construct of a Caribbean Identity. In: Adele Newson, Linda Strong-Leek (Hrsg.): Winds of Change: The Transforming Voices of Caribbean Women Writers and Scholars. Peter Lang, New York 1998.
- O Brave New World. In: Research in African Literatures. 29.3 (Fall 1998), S. 1–8.
- Fous-t-en Depestre, Laisse dire Aragon. In: The Romanic Review. 92.1-2 (January-March 2001), S. 177–185.
- Haïti dans l’imaginaire des Guadeloupéens. In: Présence Africaine. 169 (2004), S. 131–136.
- The Stealers of Fire: The French-Speaking Writers of the Caribbean and Their Strategies of Liberation. In: Journal of Black Studies. 35.2 (November 2004), S. 154–164.

Übersetzung (mit Richard Philcox)
- Eric Williams: De Christophe Colomb à Fidel Castro: L’Histoire des Caraïbes, 1492-1969. Harper and Row, New York 1971.
  - englisch: From Columbus to Castro: The History of the Caribbean. Présence Africaine, Paris 1975.